# デガヌイ城
デガヌイ城（中世ラテン語: Arx Deganhui、中期ウェールズ語: Caer Ddegannwy、ウェールズ語: Castell Degannwy）は、グウィネッド王国の拠点であり、北ウェールズのカウンティ・バラ・コンウィを流れるコンウィ川の河口沿いのデガヌイにある。標高110メートル (360 ft)の岩栓がある。

## 詳細
現在ではより小さな水路と塚があるだけの中世前期の要塞は、木材、および今日ではランデュドノと呼ばれている郊外にある非常に重い岩石の露頭を用いて建設された。伝統的にはグウィネッド王国の国王であるメルグン・グウィネッド（在位：紀元520年頃 - 547年頃）の根城だった。ブリン・メイルグイン（Bryn Maelgwyn）と呼ばれた近隣の丘と地域にある他の場所はメルグン国王を連想させる。1979年7月には204シルバー・クヌート・ペニーになる重要な埋蔵金がブリン・メイルグインの丘で発見された。

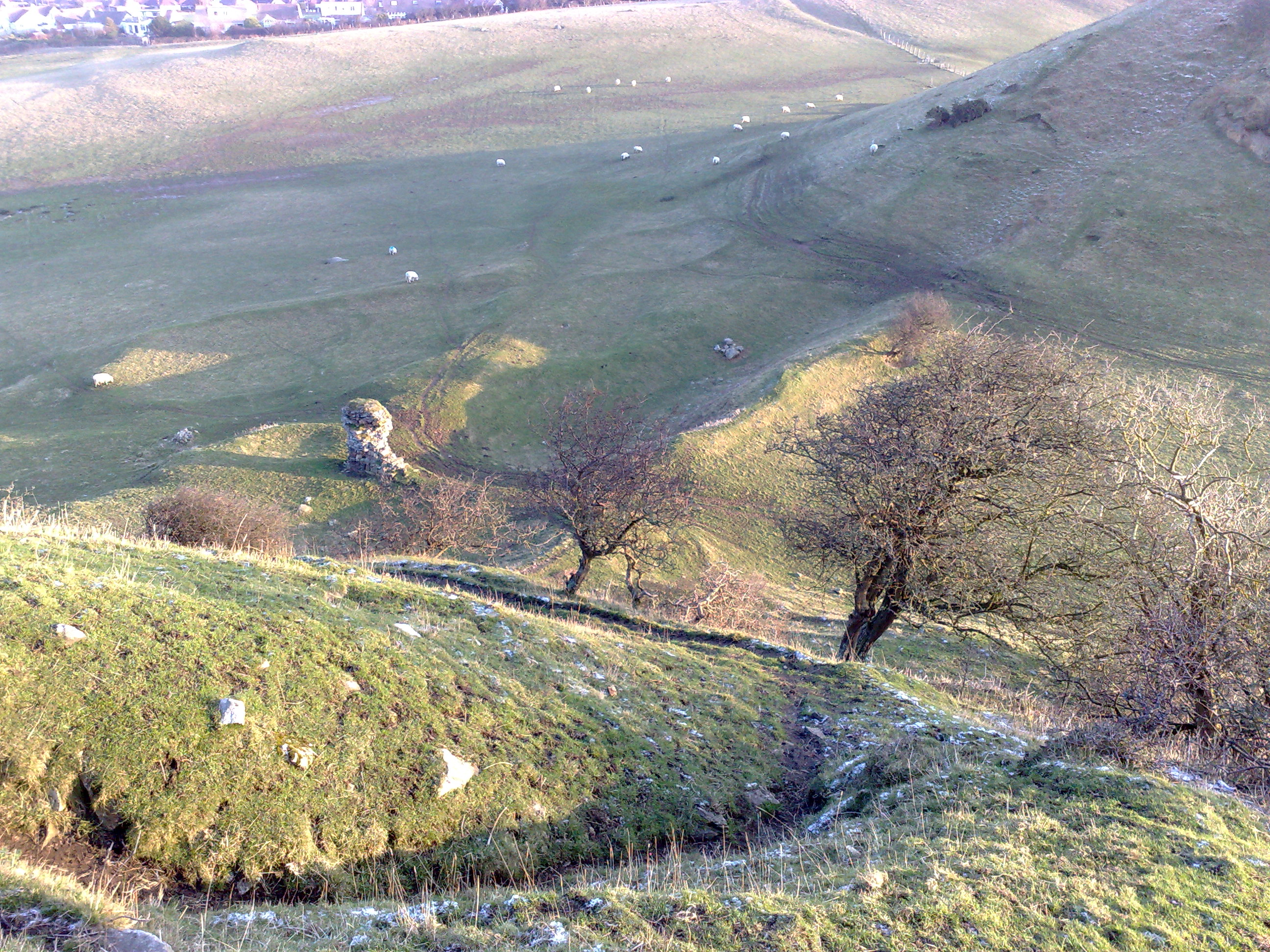
"塔"のひとつから見たデガンウィ城の正面出入口の遺構と外観

デガヌイ城はおそらく当初はローマ時代に占領されたと思われるが、アイルランド人の奇襲からは逃れることができたため、アイルランド人がいなくなった数年間は評判が良かった。岩盤の真下にあるエリアは農民の開拓地であったのだろう。拠点は稲妻の襲来があった812年に焼き尽くされた。
13世紀までに、デガヌイ城はウェールズ大公であるリュウェリン大帝によって要塞化された。1210年に第6代チェスター伯であるラヌルフ・ド・ブロンドヴィルによって占拠されたが、リュウェリン大帝による石材での再強化の後に間もなく奪還した。
1241年、城の所有権は￡2,200以上をかけた広範囲におよぶ建築計画に着手したヘンリー3世の手に渡った。1263年、城はリュウェリン大帝によって破壊された。1283年、エドワード1世は河口を越えたところにコンウィ城を建設し、荒廃状態になったデガヌイ城を去っていった。

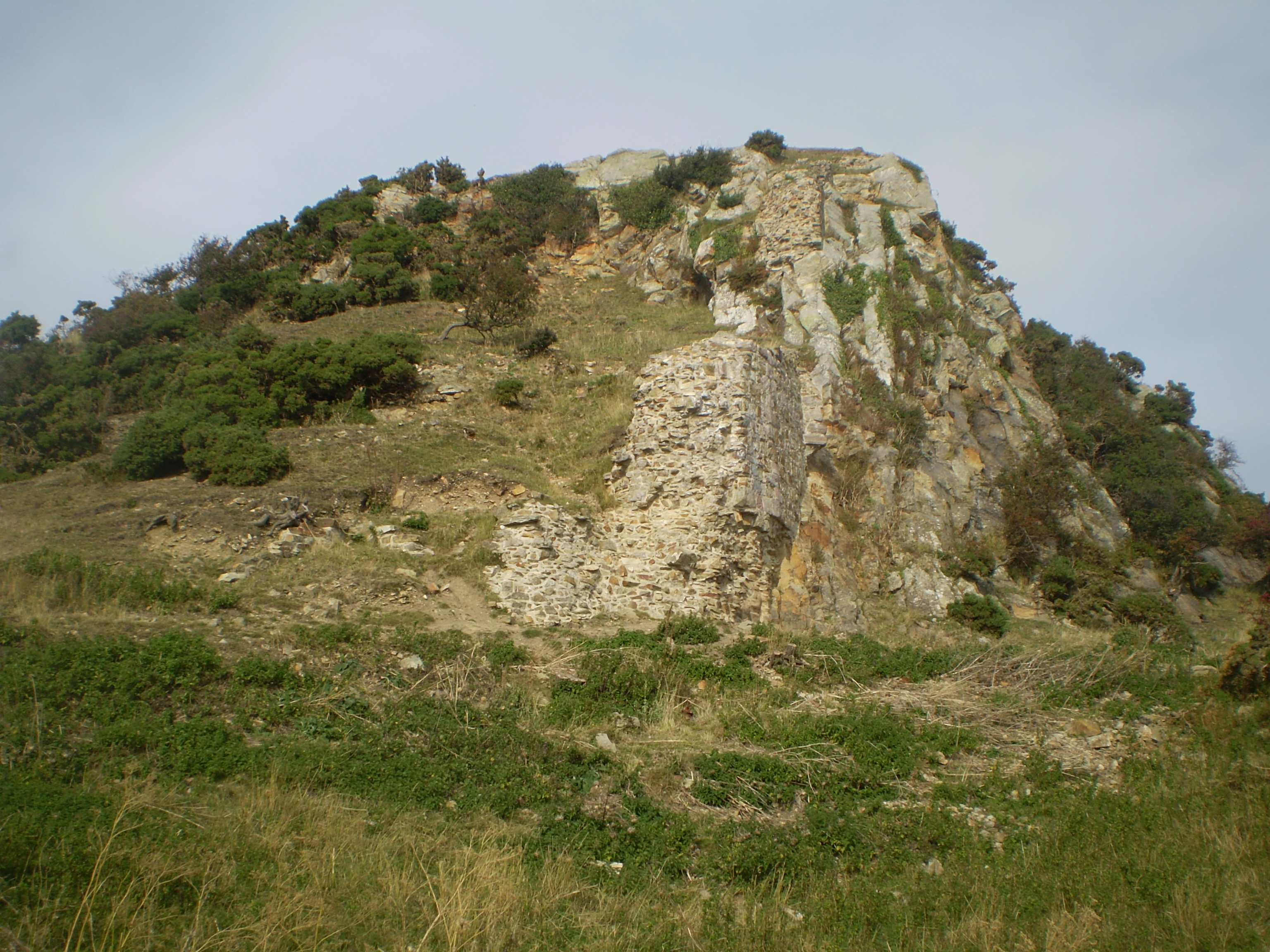
城壁の一部が見える2つの丘のうちの低い方の丘

## 後世の歴史と研究
1961年から1966年の間に、グラスゴー大学考古学教授のレスリー・オルコックがデガヌイ城跡の発掘を指導した。
作業計画はウェールズ大学によって作成され、ケルト学研究会（The Board of Celtic Studies）とケルナーヴォンシャー歴史協会（Caernarvonshire Historical Society）からの資金提供を受けた。
地中海沿岸から輸入された中世初期の陶磁器と思われる12個の破片が掘削される間にはグウィネッド王朝の広範囲におよぶ関係を指し示すものが発掘された。
2009年、グウィネッド考古学トラストが城のすぐ北側と南側にある2つの丘と陸地の間で外壁の地球物理学的調査を実行した。